# Hubay Jenő tér
A Hubay Jenő tér Budapest XV. kerületében Rákospalotán található. A tér fontos közlekedési csomópont a IV. kerület felé vezető Árpád úti felüljáró palotai oldalán.

## Fekvése
A térbe torkollik az Eötvös utca, az Illyés Gyula utca, a Deák Ferenc utca és a Rákospalota és Újpest között, a Budapest–Szob-vasútvonal felett átívelő felüljáró, valamint áthalad rajta a Bácska utca. A tér Rákospalota városrész két negyedének, az Öregfalunak és az Újfalunak a határán fekszik.

## Kialakulása
A tér távolabb fekszik Rákospalota ősi utcaszerkezetétől, hiszen a valamikori kisközség a mai Kossuth és Kazinczy utca, később a délebbre kiépült Fő út között terült el. A közterület a szomszédos Rákosszentmihály felé vezető ősi marhahajtó út, a Szentmihályi út tengelyén fekszik. Jelentősége akkor nőtt meg, amikor a XIX. század utolsó negyedében az Újfalu elnevezésű negyed kiépült, és a település súlypontja az új parcellázások következtében délebbre került.
Rákospalota főútja korábban a Fő út vonalában húzódott, mely az újpesti Árpád úttal vasúti átjárón keresztül teremtett összeköttetést. Ezen a Fő út-Árpád út vonalon állt a villamosközlekedés szempontjából jelentős szerepet betöltő egyvágányú felüljáró 1896-tól 1971-ig. 1971 és 1974 között épült az Árpád úti közúti felüljáró, ami az Árpád út és a Hubay Jenő tér vonalában kötötte össze a két kerületet. A Hubay Jenő tér közlekedési jelentősége ekkor (1974) nőtt meg igazán.

## Elnevezése
A tér első neve feltehetően Piac tér volt. Az utcanévlexikon ugyan az 1890-es évekre teszi a Piac tér elnevezést, de más forrásból tudjuk, hogy hivatalosan csak 1901-ben jelölték ki a csomópontot piactérnek. A következő elnevezés Deák, illetve Deák Ferenc tér volt, amit az utcanévlexikon szerint 1908 előtt adtak. Hubay Jenőről az 1914. május 10-én, a zeneszerző jelenlétében tartott ünnepség keretében nevezték el a teret. Eredetileg a téren átfutó Bácska (akkor még: Tavasz) utcát szánták Hubaynak, szinte az utolsó pillanatban döntöttek úgy, hogy a reprezentatívabb tér kapja meg a zeneszerző nevét. Tény ugyanakkor, hogy Hubay Jenőnek sem azelőtt, sem azután nem volt köze Rákospalotához.

## Közösségi közlekedés
- Autóbusz:  25, 96, 104, 104A, 124, 125, 125B, 170, 196, 196A, 204, 225, 296, 296A
- Éjszakai autóbusz:  950, 950A, 996, 996A

A 196-os és 196A járatoknak csak Újpest felé van megállójuk, Újpalota felé haladva nem tudtak kijelölni megállóhelyet a buszoknak. A teret az 1980-as évekig érintette a 10-es és az 55-ös villamoscsalád is, előbbi 1985-ben, utóbbi 1982-ben szűnt meg.

## Jelentős szobrok, épületek
A Városháza előtt található zsákodi Csiszér János 1932-ben felállított Hősi emlék című szoborkompozíciója, Rákospalota első világháborús emlékműve.

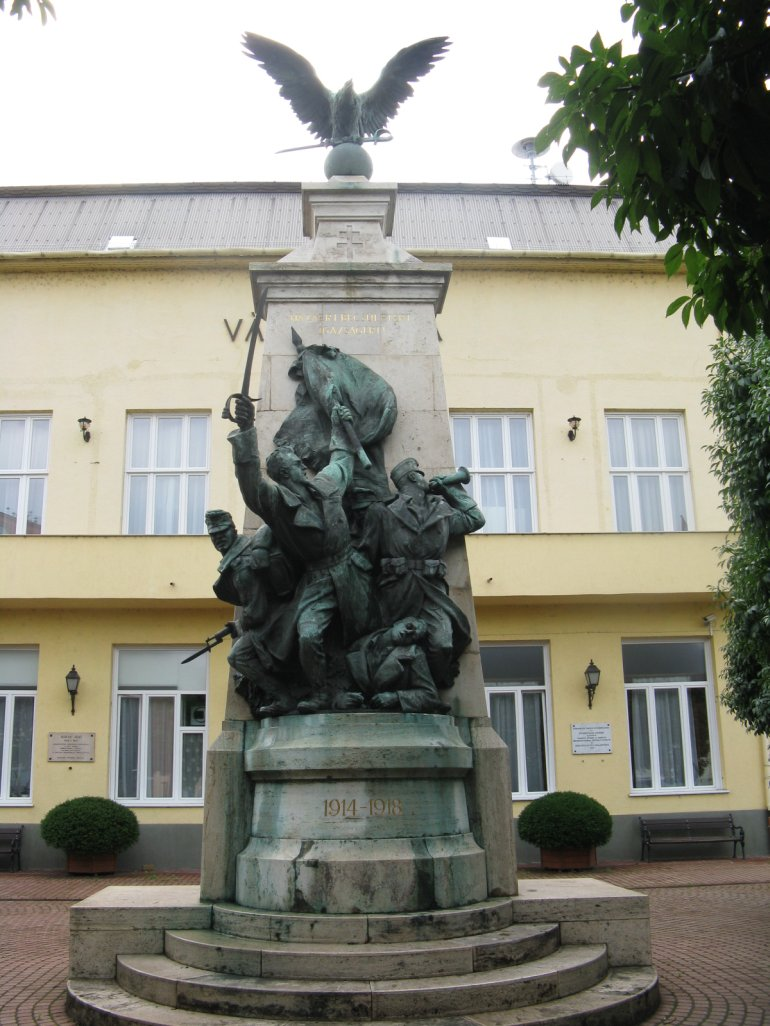
Zsákodi Csiszér János első világháborús Hősi emlékműve a Városháza előtt

1. sz. A Városháza. 1912-ben Feith Gábor szálloda, étterem, kávézó céljából építtette, majd 1923-ban ide költözött a város vezetése.

6. sz. A mai Tesco Express épülete. Több korabeli képeslapon is szerepel, több mint százéves kereskedelmi épület. Többek között Joó Sándor kelmefestő, vegytisztító műhelye is itt működött.

7. sz. A volt Mészáros-vendéglő, ill. Palotagyöngye étterem, ma: társasház. A ma látható társasház felépítése előtt egy 1891-ben épült vendéglő volt a Deák utca sarkán. Ennek építtetője Mészáros József vendéglős volt, aki itt nyitotta meg éttermét a Honalkotóhoz. Az államosítást követően Palotagyöngye étteremként működött tovább, majd a rendszerváltást követően bezárt, és 2000 után az épületet is lebontották.